# San Pietro in Guarano
San Pietro in Guarano – miejscowość i gmina we Włoszech, w regionie Kalabria, w prowincji Cosenza.
Według danych na rok 2004 gminę zamieszkiwało 3711 osób, 77,3 os./km².